# Kachovskaja (linka metra v Moskvě)
Kachovskaja (rusky Кахо́вская) byla jedna z linek Moskevského metra. Bývala označována také jako linka 11A světle modrou až světle tyrkysovou barvou.

## Vznik a vývoj
Vytvořena byla v roce 1995 z jižní části Zamoskvorecké linky, stanice zde pocházejí ale z roku 1969. Kachovskaja tak spojuje Zamoskvoreckou trasu s Serpuchovsko-Timirjazevskou, a to jako jediná tangenciálně vedená linka. Kachovskaja existovala již dříve jako větev původní trasy, nakonec byl ale na nátlak místních obyvatel tento nepraktický systém zrušen a během konce 80. a začátku 90. let se tak zprovoznila již jedenáctá linka metra v hlavním městě, oddělená od ostatních. Tato linka se stane součástí linky Bolšaja kolcevaja, jejíž první úsek byl zprovozněn 26. února 2018 a který je označen stejně jako Kachovskaja číslem 11. Linka zanikla 1. března 2023 kdy byla připojena k lince Bolšaja kolcevaja. Číslo 11A bylo přesunuto na větev z stanice Savjolovskaja do stanice Dělovoj centr.

## Stanice
- Kaširskaja (přestupní)
- Varšavskaja
- Kachovskaja (přestupní)